# Marcos Juárez (departement)
Marcos Juárez is een departement in de Argentijnse provincie Córdoba. Het departement (Spaans: departamento) heeft een oppervlakte van 9.490 km² en telt 99.761 inwoners.

## Plaatsen in departement Marcos Juárez
- Alejo Ledesma
- Arias
- Camilo Aldao
- Capitán General Bernardo O'Higgins
- Cavanagh
- Colonia Barge
- Colonia Italiana
- Corral de Bustos
- Cruz Alta
- General Baldissera
- General Roca
- Guatimozín
- Inriville
- Isla Verde
- Leones
- Los Surgentes
- Marcos Juárez
- Monte Buey
- Saira
- Saladillo
- Villa Elisa